# Lester R. Brown

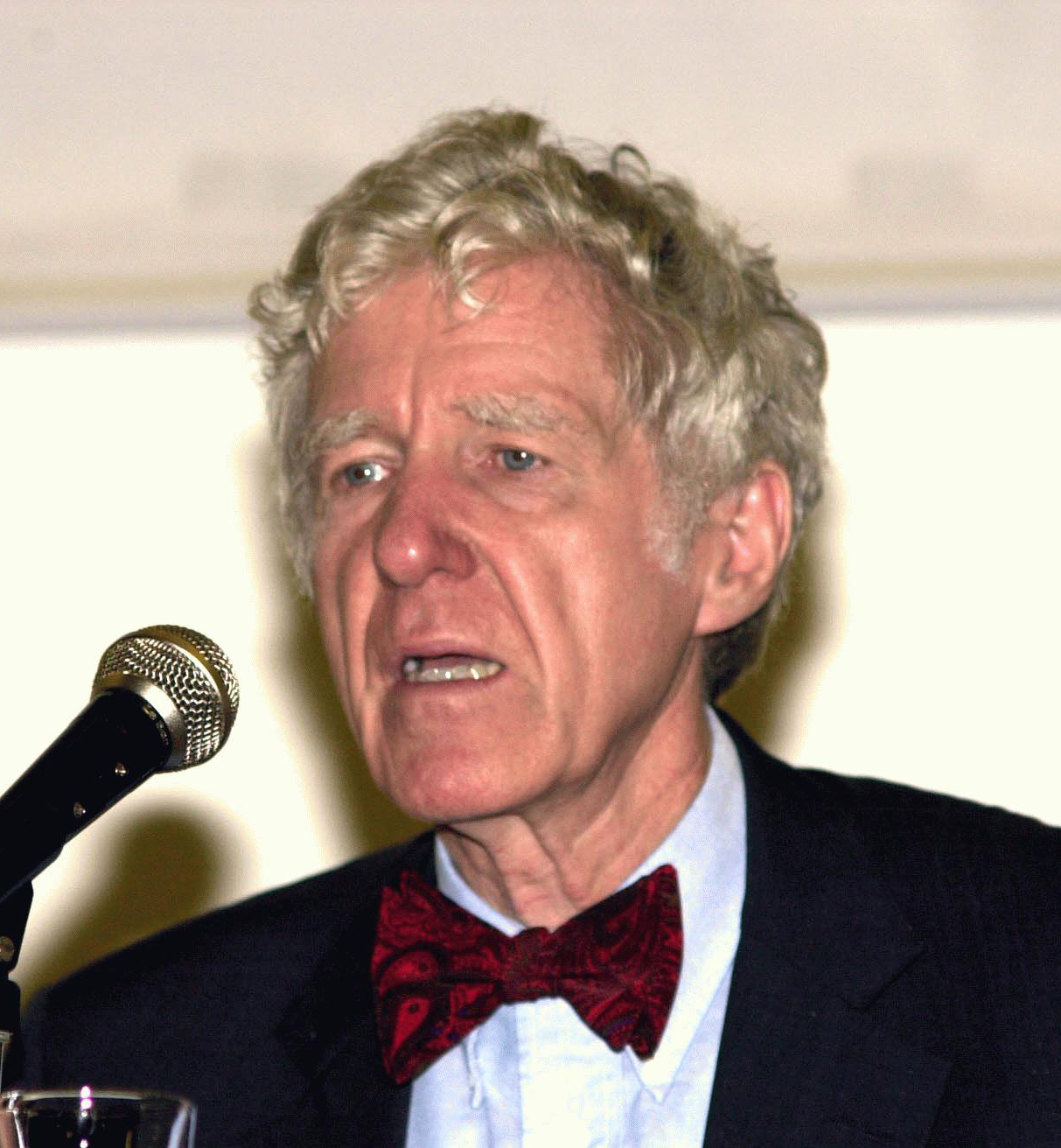
Lester R. Brown (2003)

Lester „Les“ Russell Brown (* 28. März 1934 in Bridgeton, New Jersey) ist ein US-amerikanischer Umwelt-Analytiker und Buchautor.

## Leben
Er ist Gründer und Direktor des Earth Policy Institute (gegründet 2001), eines gemeinnützigen Umweltforschungsinstitutes mit Sitz in Washington, D.C., wo er auch lebt. Zuvor war er 26 Jahre lang Leiter des ebenfalls in Washington D.C. ansässigen Worldwatch Institute.
Brown hat zahlreiche Bücher zu Umweltthemen veröffentlicht, die in mehr als 40 Sprachen übersetzt wurden. Die Washington Post bezeichnete Brown als „einer der einflussreichsten Denker der Welt“. Im amerikanischen Who’s who firmiert er unter den 50 „Great Americans“.
Lester R. Brown ist Honorar-Professor der Chinesischen Akademie der Wissenschaften. 1986 wurde er MacArthur Fellow, 2017 wurde er in die American Academy of Arts and Sciences gewählt.
Lester Brown ist zudem einer von 350 Botschaftern der Klimaschutzorganisation 350.org.

## Werke
- Erosion: Der Tod der Böden oder Die schleichende Gefahr für die Weltwirtschaft (1985)
- Zur Rettung des Planeten Erde: Strategien für eine ökologisch nachhaltige Weltwirtschaft, Fischer Verlag, Frankfurt am Main 1992.
- Wer ernährt China? Alarm für einen kleinen Planeten (1997).
- Plan B: Rescuing a Planet under Stress & a Civilization in Trouble (2003)
- Plan B 2.0: Rescuing a Planet Under Stress and a Civilization in Trouble (2006)
  - Plan B 2.0: Mobilmachung zur Rettung der Zivilisation. Kai Homilius Verlag, Berlin 2007, ISBN 3-89706-606-8.
- Plan B 3.0: Mobilizing to Save Civilization (2008)
  - Plan B 3.0: So retten wir die Welt!, Kai Homilius Verlag, Berlin, 2008, ISBN 3-89706-306-9
- Plan B 4.0: So retten wir die Welt!, Kai Homilius Verlag, Berlin, 2009, ISBN 3-89706-307-7